# Effractilis
Effractilis là một chi bướm đêm thuộc họ Noctuidae.